# Alexander László
Alexander László (* 22. November 1895 in Budapest, Österreich-Ungarn; † 17. November 1970 in Los Angeles, Kalifornien) war ein ungarisch-amerikanischer Pianist, Komponist und Erfinder. Er wurde unter dem Namen Sandor („San“) Totis geboren, aber verwendete den Namen Alexander László als Komponist und Musikverleger.
László studierte bis 1914 an der Budapester Musikakademie bei dem Lisztschüler Árpád Szendy und Alexander Kovácz (Klavier), sowie Viktor Herzfeld (Komposition), zog 1915 nach Berlin und begann seine Karriere als Solist-Pianist bei den unter Paul Scheinpflug unternommenen Orchesterfahrten des Blüthner-Orchesters. In den 1920er Jahren gab er Klavierkonzerte in Deutschland und anderen Ländern Europas. Er war Professor für Filmmusik in Berlin. Im Jahr 1925 schrieb er das grundlegende Werk „Die Farblichtmusik“, das bei Breitkopf & Härtel in Leipzig erschien. Lászlo verwendete bei seinen Konzerten ein Farbenklavier, das er selber weiterentwickelte.
1933 emigrierte László nach Ungarn, 1938 in die Vereinigten Staaten und arbeitete in Chicago als Professor am  Chicago Institute of Design. 1944 bis 1948 arbeitete er in Hollywood. In den 1940er Jahren war er Musikdirektor bei NBC Radio.
In den späten 1940er Jahren und in den 1950ern schrieb er die Musik für verschiedene Filme und Fernsehserien, wie beispielsweise Rocky Jones, Space Ranger, Skandal im Sportpalast, The Amazing Mr. X, Die Söhne der grünen Hölle, The Great Flamarion, My Little Margie und Auf U-17 ist die Hölle los. Er gründete einen Verlag unter dem Namen „Alexander Publications“, um Erlöse aus Lizenzen zu erwirtschaften.

## Filmografie (Auswahl)
- 1947: Die Söhne der grünen Hölle (Untamed Fury)